# Wanda Elbińska-Robaczewska
Wanda Elbińska-Robaczewska (ur. 31 maja 1929, zm. 16 listopada 2004 w Warszawie) – polska aktorka teatralna i filmowa.
W 1955 roku ukończyła PWSA w Krakowie; jej debiut teatralny miał miejsce 5 listopada tego samego roku.
Żona Eugeniusza Robaczewskiego. Jej synem jest polski aktor i reżyser dubbingu Marek Robaczewski.

## Filmografia

### Filmy
- 1980: Godzina „W” – Matka Sławka
- 1980: Constans
- 1978: ...Gdziekolwiek jesteś panie prezydencie... – Sekretarka Starzyńskiego
- 1967: Klub szachistów
- 1964: Nieznany
- 1962: Między brzegami – letniczka

### Seriale
- 2004: Na dobre i na złe – Regina, żona Michała (177)
- 2002: Święta polskie
- 2001-2004: Plebania – panna Lila, katechetka
- 1997: Boża podszewka – kobieta z okopu
- 1996: Awantura o Basię
- 1979: Przyjaciele

### Dubbing
- 1975: Pszczółka Maja
- 2003: Małolaty u taty
- 2004: Rogate ranczo – Molly

### Teatr
- Teatr Dramatyczny (Poznań)
- Teatr Dramatyczny (Wałbrzych)
- Teatr im. Węgierki (Białystok)
- Teatr Komedia (Warszawa)
- Teatr Syrena (Warszawa)